# Michelle Plouffe
Michelle Plouffe (Edmonton, 15 settembre 1992) è una cestista canadese.
Ha una gemella, Katherine, anch'ella cestista.

## Carriera
È stata selezionata dalle Seattle Storm al secondo giro del Draft WNBA 2014 (19ª scelta assoluta).
Con il Canada ha preso parte ai Giochi della XXX Olimpiade, facendo il proprio esordio contro l'Australia.
Ha inoltre disputato i Giochi di Rio de Janeiro 2016, due edizioni dei Campionati mondiali (2014, 2018) e due dei Campionati americani (2015, 2017).